# خودکشی پیش از قرون وسطی
خود کشی در کل امری نا پسندیده و غیر عقلانی است خودکشی پیش از قرون وسطی رواج داشته‌است. مردم در طول تاریخ دلایل و روش‌های گوناگونی برای ارتکاب خودکشی داشته‌اند. از آنجا که گرفتن جان خود از نظر علم اخلاق بسیار بحث‌برانگیز است، دیدگاه‌های متفاوتی نیز در این زمینه ارائه شده‌است. با آنکه ممکن است بسیاری از این دیدگاه‌ها نوین به نظر آیند، اما منشأ و نحوه شکل‌گیری آن‌ها نهفته در تاریخ است.

## تاریخچه خودکشی
برپایه فرهنگ انگلیسی آکسفورد واژه انگلیسی خودکشی (Suicide) نخستین بار در سال ۱۶۵۱ ثبت شده‌است. با این حال از آنجا که این عمل تقبیح می‌شده، بیش‌تر فرهنگ‌ها نامی از واژه آن نمی‌آوردند. به جای آن از ترکیب‌هایی چون “کشتن خود self-murder”، “قتل نفس self-killing” و “سلاخی خود self-slaughter” به جای واژه مستقیم خودکشی استفاده می‌کرده‌اند. در واقع با این کار به گونه‌ای نشان می‌دادند که خودکشی عملی چون قتل عمد است. از همین رو بسیاری در آن دورا برای بقای روح فرد خودکشی اظهار نگارنی می‌کردند. این موضوع سبب شد که مسئله خودکشی در ادیان گوناگون مورد توجه قرار گیرد.
در نهایت بسیاری پزشکان و دانشمندان خودکشی را در زمره بیماری‌ها قلمداد کردند؛ با این تفسیر که تنها، فردی که دیوانه باشد خود را می‌کشد. این کار منافعی نیز دربرداشت؛ چراکه دیگر خودکشی تقبیح نمی‌شد و مردم با بازماندگان فرد خودکش همدردی می‌کردند. «در دوران مردن خودکشی جرم‌زدایی شد. اکنون دیگر جسد فرد خودکش در گورستان مردم عادی دفن شده و اموالش به خانواده‌اش به ارث خواهد رسید و همچنین در صورت ناموفق بودن خودکشی، فرد دیگر اعدام نمی‌شود».
با این حال باید اشاره کرد که این پیشرفت‌ها، مضراتی نیز در پی داشت. آل آلوارز در کتابش به نام «خدای وحشی» می‌نویسد: «Despite all خودکشی حتی برای دانشمندان و جامعه‌شناسان هم به اندازه روحانیون مسیحی قباحت دارد». هرچه بیش‌تر خودکشی به مثابه یک مرض پذیرفته می‌شد، بیش‌تر باعث می‌شد که مردم از نظر فلسفی و دینی بدان ننگرند.

## دلایل تاریخی اقدام به خودکشی
امروزه هم روش‌ها و هم دلایل ارتکاب خودکشی فراوانند. در تاریخ باستان خودکشی را تنها راه رهایی از شکست می‌دانستند. الیس گاریسون گفته‌است: «بیش‌تر خودکشی‌ها در دوران باستان به سبب بازیابی افتخار و غرور از دست رفته صورت می‌گرفته‌است».
وی همچنین به گفته‌های امیل دورکیم اشاره می‌کند که اشخاص را در طبقه‌بندی‌ها و گونه‌های مختلف جای می‌داد. با دانستن طبقه اجتماعی یک فرد خودکش، می‌شود فهمید چرا دست به خودشی زده‌است. «از جمله طبقه‌بندی‌های دورکیم می‌توان به خودمحور، ایثارگر، عصیان‌گر و سرنوشت‌باور اشاره کرد».
دورکیم معتقد است خودمحروها بیش از اندازه دربارهٔ همه چیز فکر می‌کنند، دانش بسیاری دارند و نمی‌توانند به راحتی با جامعه کنار بیایند و ادغام شوند. به‌طور مثال پروتستان‌ها شخصیت خودمحور دارند. این گونه افراد دائماً خود را ارزیابی می‌کنند و نظر گروه یا جامعه برایشان فوق‌العاده مهم است. آنان عموماً زندگی را سخت می‌گیرند و به مذاهبی اعتقاد دارند که در رابطه با اطاعت، سختگیر هستند؛ به‌طور مثال کاتولیس‌ها و یهودیان. خودکشی سودمند در واقع بخشی از باورهایشان است.
خودکشی عصیان‌گرانه ممکن است از شخصیتی بروز کند که هیچ کنترلی بر امیال و خواسته‌هایش ندارد. آنان، برعکس گروه پیشین، به سرعت هر نیازی که داشته باشند را بی‌محابا برطرف می‌کنند و باید به‌طور آنی به خواسته دلشان برسند.
تفاوت خودکش‌های عصان‌گر با خودکش‌های سرنوشت‌باور در این است که سرنوشت‌باوران بر امیال و خواسته‌هایشان کنترل دارند اما اغلب در برطرف کردن آن‌ها و رسیدن به کام دل، عاجزند. با وجود آنکه این طبقه‌بندی‌ها قابل تعمیم به خودکش‌های امروزی نیز هستند، اما بیش‌تر برای بررسی خودکشی در دوران‌های گذشته سودمندند.
در هند باستان، دو گونه ایثار جان وجود داشته که یکی جوهار به معنی خودکشی گروهی زنان پس از شکست شوهرانشان در جنگ و دیگری ساتی به معنی سوزاندن زن پس از مرگ شوهر و در مراسم خاکستر کردن وی.

## خودکشی در یونان باستان
از آنجا که خودکشی امری بحث‌برانگیز بود، تمامی فلاسفه جهان یونانی رومی در رابطه با آن نظرات خود را رائه کرده‌اند. جِی‌اِم ریست می‌گوید: «از آغاز مکتب رواقی‌گری، مسئله خودکشی…در حیطه اختیار یا جبر بررسی می‌شده‌است». هر مکتب فلسفی عقاید خود پیرامون مسائل اخلاقی درگیر با خودکشی و همچنین نتایج خودکشی را شکل می‌داد. تا در نهایت یونانیان به این نتیجه رسیدند که خودکشی، عملی قهرمانانه است. اِی‌دی ناک گفته‌است: مرگ از روی حق انتخاب همواره جالب بوده‌است”.

### دیدگاه فلاسفه یونان باستان

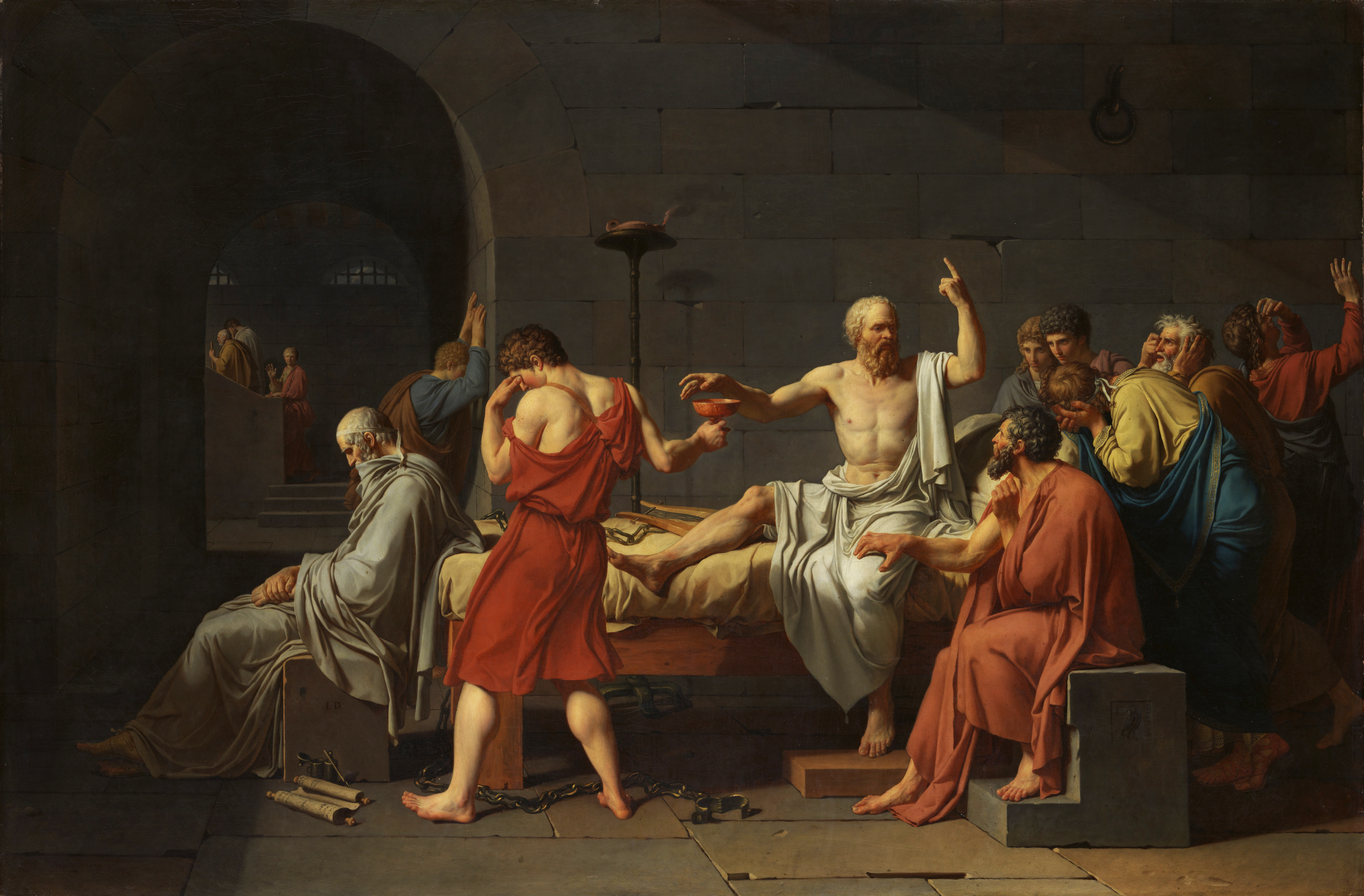
نقاشی مرگ سقراط، سال ۱۷۸۷

یکی از فلاسفه مشهور یونان که در رابطه با خودکشی نظریاتش را ارائه نموده سقراط است. وی در این باره می‌گوید: «یک انسان، که در تملک خداست، نباید بدون اجازه خدا خود را بکشد؛ چراکه خداوند به ما اجازه زندگی داده، اجازه مرگ نیز دست اوست». وی با خودکشی موافق نبود. وی خودکش را فردی طردشده می‌دانست. دلایل اینکه چرا خودش در آخر عمر با خودکشی به زندگیش پایان داد در کتبای به نام آپولوژی آورده شده‌است. با آنکه حکومت وقت وی را به مرگ محکوم کرده بود اما این فرصت را داشت که فرار کند. سقراط اما این نپذیرفت و به جای آن تصمیم گرفت با نوشیدن شوکران به زندگی خود پایان دهد.
افلاطون از دیگر فلاسفه‌ایست که عقایدی در رابطه با خودکشی دارد. جِی‌اِم ریست می‌گوید: «افلاطون با نوعی کلاه شرعی، خودکشی را جایز شمرده… افلاطون می‌پرسد اگر انسانی که می‌بایست زجر بکشد، خود را بکشد، یعنی چیزی را که به‌درستی متعلق به اوست را از بین ببرد… آیا این خودکشی، جرم یا گناه به حساب می‌آید؟» افلاطون معتقد بود که حکومت و خدا با هم ارتباط دارند و به گفته او: «بنابراین ارتکاب هر جرمی علیه حکومت، همچون ارتکاب گناهی دربرابر خداست و برعکس. وقتی کسی خود را بدون دلیل درست بکشد… جرم مرتکب شده‌است». طبق این عقیده حکومت اجازه تنبیه خودکش را دارد. همچنین این نشان می‌دهد که خودکشی آن‌چنان هم غیرقابل پذیرش نبوده‌است. در هر صورت افلاطون خودکشی را در شرایطی ویژه جایز می‌دانست.
ارسطو هم خودکشی را در شرایطی ویژه جایز می‌دانست. به گفته ریست: «گرفتن جان خود برای دوری از فقر یا هوس یا درد، غیرانسانی است… و عملی است از روی بزدلی». با این حال ارسطو، تحت مجوز حکومت، خودکشی را جایز می‌دانست. مورد خودکشی سقراط نمونه‌ای از این حالت است.

### دیدگاه رواقیان
رواقیان در رابطه با خودکشی با بیش‌تر یونانیان هم‌عقیده بودند. آنان همچون افلاطون و ارسطو باور داشتند که خودکشی، به جز در شرایط ویژه، کاری اشتباه است. به گفته زنو: «این، خداوند است که زمان عزیمت فرد را تعیین می‌کنند». تنها به این شرط است که خودکشی پذیرفته می‌شود. وقتی که خداوند اذن دهد، تنها و تنها در همان زمان است که خودکشی از نظر اخلاقی درست است. تنها در این زمان است که فرد با خواسته‌هایش می‌رسد.

## دیدگاه کتاب مقدس
در کتاب مقدس ۵ نمونه از خودکشی در عهد عتیق و عهد جدید وجود دارد.

### نمونه‌های عهد عتیق
یک نمونه از خودکشی، مورد شمشون است. با اینکه وی از طرف خدا به نعمت قدرت آراساته بود اما این نعمت را از دست داد؛ و بعدها توسط فلسطینی‌های باستان زندانی شد. آن‌ها از وی خواستند تا سرگرمشان کند و به ستون معبدی که همگی در آن خدا را می‌پرستیدند، تکیه زند و از خدا طلب قدرت کند و خدا نیز دعایش را مستجاب کرد. شمشون با قدرتی که خدا به او می‌دهد ستون را از جا می‌کند و سبب می‌شود معبد روی سرش و آن ۳٬۰۰۰ فلسطینی خراب شده همه را بکشد.

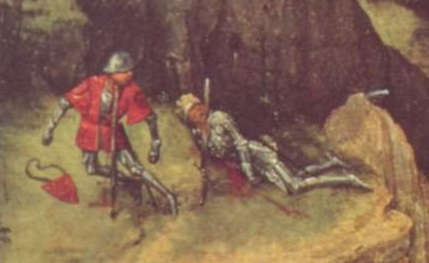
نقاشی مرگ ساول، سال ۱۵۶۲

دیگر، مورد طالوت شاه و نگهبانان مسلح اوست. شاه طالوت پس از آنکه توسط برخی از فلسطینی‌های باستان مجروح می‌شود، از نگهبانانش می‌خواهد که وی را بکشند ولی پس از امنتاع آن‌ها او شمشیر را از یکی از آن‌ها می‌گیرد و در شکم خود فرومی‌کند. پس از او خدمت‌کارش که از مرگ وی بسیار غمگین می‌شود، شمشیر را برداشته و او نیز خود را می‌کشد. (سام ۳۱:۴–۵). او خود را می‌کشد چون مطمئن است به هر حال به زودی خواهد مرد و با این کار به دردش زودتر پایان می‌دهد. اما خدمت‌کار او تنها به صبب وفاداری به اربابش جان خود را فدا می‌کند.
سومین نمونه، مورد خودکشی خدمت‌کار پسر داوود یعنی آبسالون است. او ابثوهل نام دارد. او خود را حلق‌آویز کرد چون آبسالون به نصیحتش گوش نداد. نمونه چهارم مورد پادشاه زیمیری است که پس از شاه‌الاه خود را شاه نامید. وی پس از آنکه متوجه شد ارتش از وی حمایت نمی‌کند، خود را در قصرش محبوس کرده آنجا را به آتش کشید.

### نمونه‌های عهد جدید
شناخته‌شده‌ترین نمومه خودکشی در کتاب مقدس، مورد یهودا اسخریوطی است که پس از خیانت به عیسی خودکشی کرد. «و وی تکه نقره را در معبد انداخت و از آنجا عزیمت نموده خود را حلق‌آویز کرد» (متی ۲۷:۶). آگوستین در رابطه با این حادثه می‌گوید: «او لیاقت بخشش نداشت و از همین رو نوری به قلبش تابانده نشد تا از آنکه به او خیانت کرده بود، طلب بخشایش کند؛ همان‌طور که به صلیب کشندگان او این‌طور نکردند. او در آن شرایط ناامیدی خود را کشت.» برخی اندیشمندان حتی در رابطه با این که مرگ عیسی و به صلیب کشیده شدن وی گونه‌ای خودکشی بوده‌است، اظهاراتی کرده‌اند.

### آموزه‌های کتاب مقدس
در کتاب مقدس اظهارات متناقضی در رابطه با خودکشی هست و از همین رو اینکه در این براه چه می‌توان آموخت، مشخص نیست. با این حال به سبب فقدان دلایل قطعی، برخی معتقدند که در اسرائیل باستان خودکشی یک امر طبیعی یا حتی قهرمانانه تلقی می‌شده‌است.
افردای چون آگوستین بیان می‌کنند که: «هیچ دلیل عقلانی برای ارتکاب خودکشی وجود ندارد. حتی دلیلی برای دوری از گناه هم وجود ندارد…. هنگامی که جوداس خود را حلق‌آویز کرد او گناه خیانتش را به جای پاک کردن، بیش‌تر نیز کرد». خرده‌ای که می‌شود بر این عقیده آگوستین گرفت این است که هیچ آموزه خاصی در رابطه با خودکشی، چه در عهد عتیق و چه در عهد جدید کتاب مقدس نیست.